# Narcissia trigonaria
Narcissia trigonaria is een zeester uit de familie Ophidiasteridae.
De wetenschappelijke naam van de soort werd in 1889 gepubliceerd door Percy Sladen.